# Quand je serai jeune
Singles de Priscilla
Cette vie nouvelle
(2002)
Clip vidéo
[vidéo] « Quand je serai jeune (audio) », sur YouTube
Quand je serai jeune est le premier single de la chanteuse française Priscilla. Elle l'a sorti en septembre 2001, à l'âge de 12 ans.
C'est une de ses chansons les plus connues.
Le single contient également Fou d'elle en face B. Les deux chansons (Quand je serai jeune et Fou d'elle) apparaîtront sur le premier album de Priscilla, Cette vie nouvelle, qui sortira en juin de l'année suivante (2002).

## Liste des titres
Toutes les chansons sont écrites et composées par Philippe Osman et Shetan.
| 1. | Quand je serai jeune | 3:57 |
| 2. | Fou d'elle           | 4:03 |

## Classements
| Classement (2001)                       | Meilleure position |
| --------------------------------------- | ------------------ |
| Belgique (Wallonie Ultratop 50 Singles) | 23                 |
| France (SNEP)                           | 10                 |

## Certifications
| Région                                                                                                 | Certification | Ventes/Streams |
| --- | ------------- | -------------- |
| France (SNEP)                                                                                          | Or            | 250 000*       |
| *Ventes selon la certification ^Mise en rayon selon la certification xNon précisé par la certification |               |                |